# Mellivora
Mellivora és un gènere de mamífers de la família dels mustèlids. Mentre que les dues espècies extintes (M. benfieldi i M. sivalensis) vivien únicament a Àfrica, l'espècie actual (el ratel, M. capensis) també viu a l'Orient Pròxim i el sud d'Àsia. Actualment es classifica el gènere a la seva pròpia subfamília, Mellivorinae.